# Grezzo 2
Grezzo Due: Una magica avventura, noto anche semplicemente come Grezzo 2, è un videogioco sparatutto in prima persona sviluppato dal game designer italiano Nicola Piro e pubblicato nel 2012.  Il gioco è una mod di conversione totale del videogioco Doom del 1993 e il suo sviluppo è iniziato nei primi anni 2000 quando Nicola Piro frequentava il liceo. Sviluppato con l'ausilio del motore open-source EDuke32, il gioco utilizza numerosi elementi presi da diversi giochi degli anni 1990, quali armi di Duke Nukem, Blood o Shadow Warrior, modelli di personaggi presi da Redneck Rampage, scenari ispirati a Hexen o Heretic, elementi presi da Age of Empires ed altri videogiochi ancora.
La trama segue l'avventura del contadino pagano Piro che, infastidito e disgustato dal cristianesimo, progetta di uccidere Gesù Cristo per impedire l'ascesa del suo fenomeno religioso. Il gameplay richiede al giocatore di affrontare vari livelli, sconfiggendo nemici e boss e utilizzando una vasta gamma di armi. Nel gioco compaiono molti personaggi noti della cultura italiana, oltre a riferimenti estremamente satirici a temi sociali, politici e religiosi del paese.
Dopo la sua uscita, Grezzo 2 ha ricevuto un'attenzione significativa, sia all'interno che all'esterno del suo paese di origine, a causa dei suoi contenuti estremamente blasfemi, volgari e violenti.

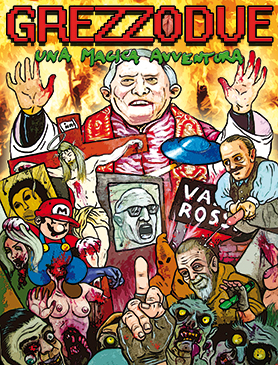

## Trama
Il protagonista della storia è Piro, un contadino pagano di Perugia sboccato e grezzo. Amareggiato dall'ascesa del cristianesimo, che ha estirpato le religioni locali a cui era devoto, Piro si imbarca in una follia omicida, con il suo primo obiettivo che risulta essere la chiesa che ospita le nozze d'argento dei suoi nonni. Piro massacra la quasi totalità degli ospiti dell'evento e muore poco dopo; poi arriva in Paradiso per essere giudicato da Dio, che è raffigurato come un uomo irascibile e sboccato adornato con abiti di culto. A seconda delle azioni del giocatore, Piro può combattere e uccidere Dio, oppure evitare il combattimento e ritornare sulla terra dal Paradiso.
Dopo essere tornato sulla Terra e aver ucciso innumerevoli altre persone, Piro avvia un piano per uccidere Gesù Cristo nella sua infanzia, impedendo così la creazione del cristianesimo. Piro si infiltra così nel grembo della Vergine Maria e uccide il Gesù gestante al suo interno.

## Modalità di gioco
Proprio come Doom, il gameplay di Grezzo 2 richiede al giocatore di navigare verso l'uscita di ogni livello sopravvivendo a vari pericoli lungo il percorso. Il gioco contiene un'esaustiva varietà di armi, molte delle quali sono prese da altre mod di Doom; tra le armi a disposizione, oltre a diversi tipi di fucili, mitragliatrici, pistole, lanciafiamme e fucili al plasma, si troveranno anche bottiglie di birra, bambole vudù, katane, rastrelli, palloni da basket e il Lanciaratzinger, un potente cannone che lancia gli sprite digitalizzati di Papa Benedetto XVI, oltre che il Bastone Bestemmiatore, una sorta di bastone da rabdomante con un teschio umano sulla punta che scatena potenti onde d'urto a suon di bestemmie esplicite prese da personaggi del web. Grezzo 2 contiene una quantità altrettanto esauriente di PNG estratti da vari giochi e mod, come gli innocenti astanti di Carmageddon e i cultisti della Cabala di Blood. Indipendentemente dalla loro pericolosità, al giocatore viene spesso richiesto di massacrare grandi quantità di PNG per progredire. Occasionalmente, il giocatore combatte potenti nemici "boss" che rappresentano figure di spicco della cristianità, come Papa Giovanni Paolo II, Padre Pio, Gesù Cristo e Dio. Oltre a figure religiose, in Grezzo 2 sono presenti molte celebrità e personalità politiche italiane (come Vasco Rossi e Francesco Schettino), tipicamente nel ruolo di antagonisti.
Quasi tutti gli scenari del gioco sono urbani, ciò significa che oltre ad andare in giro ad ammazzare qualsiasi cosa si muova, si potranno usare diversi veicoli, incluse automobili e moto, con le quali investire ogni nemico.
Grezzo 2 inoltre ha diverse modalità di gioco. La modalità storia consente di passare attraverso diversi livelli e affrontare i mostri finali, mentre la modalità survival invece ti mette di fronte a infinite orde di nemici; infine, la modalità online ti offre la possibilità di mostrare le tue abilità su internet.

## Critiche e aspetti controversi
Grezzo 2 è un gioco molto offensivo sotto tutti i punti di vista ed estremamente crudo. A causa della violenza grafica, dei contenuti sessuali e dell'irriverenza nei confronti delle figure religiose di Grezzo 2, il gioco ha ricevuto una notevole attenzione da parte dei media. Numerosi giornalisti hanno caratterizzato i contenuti di Grezzo come blasfemi: ad esempio, nel corso del gioco il giocatore uccide Gesù due volte.
L'editor di Kotaku Patricia Hernandez ha descritto ironicamente il contenuto della mod come "omicidio di un bambino, omicidio di un prete, omicidio di Barney il dinosauro, omicidio di Mario, omicidio di Buddha ... in realtà, solo omicidio; niente è sacro". Nel 2015 il sito di live streaming Twitch ha aggiunto Grezzo 2 nella sua lista di giochi proibiti, vietando agli utenti di trasmettere in streaming il titolo. Grezzo 2 ha ricevuto una menzione d'onore durante i Cacowards 2012, con il recensore che ha etichettato il gioco come "la cosa più psicotica da rilasciare quest'anno", mentre lodava la presentazione esagerata come "così brutta che è fantastica".

## Eredità
Dopo Grezzo 2, Giochi Penosi sviluppò Super Botte & Bamba II Turbo, un picchiaduro 2D i cui personaggi sono presi dalla cultura trash televisiva italiana, come Dodò, Topo Gigio, il Gabibbo ma anche Luca Giurato, Vittorio Sgarbi, Maurizio Costanzo, Pippo Franco, Christian De Sica e Gerry Scotti. Nel marzo 2018 Giochi Penosi annunciò il seguito di Grezzo 2, chiamato GREZZODUE 2. Il 24 ottobre 2021 e il 5 ottobre 2022 sono uscite due diverse demo del sequel, mentre il gioco completo è stato rilasciato il 24 Dicembre 2023, dopo una campagna di raccolta fondi che ha prodotto 16.000€ euro di incassi su un minimo richiesto di 10.000€. 